# Joseph Nāwahī
Joseph Kahoʻoluhi Nāwahī (13 janvier 1842 - 14 septembre 1896), également connu sous son nom hawaïen complet Iosepa Kahoʻoluhi Nāwahīokalaniʻōpuʻu, est un dirigeant nationaliste hawaïen, législateur, avocat, éditeur de journaux et artiste peintre. Il a eu une longue carrière politique sous la monarchie hawaïenne puis dans l'opposition au renversement du royaume d'Hawaï et à l'annexion par les États-Unis. Également artiste accompli, il est l'un des rares peintres hawaïens autochtones à travailler dans le style occidental du XIXe siècle.

## Carrière politique
Né sur l'île d'Hawaï, il est scolarisé dans les écoles missionnaires protestantes des îles. Il commencé une carrière d'enseignant au pensionnat de Hilo puis devient avocat autodidacte. Entré en politique en 1872 à la Chambre des représentants, il représente ses districts natals de Puna et plus tard Hilo à l'Assemblée législative du royaume d'Hawaï pendant deux décennies. Servant à la dernière assemblée législative de 1892 à 1893, il est un chef politique de la faction libérale au gouvernement. Il s'impose à la tête de l'opposition à l'impopulaire « Constitution de la baïonnette » de 1887 et comme défenseur de la nation hawaïenne et de son autonomie. Aux côtés de William Pūnohu White, il est l'un des principaux auteurs du projet de Constitution de 1893 avec la reine Liliʻuokalani. Ils sont faits Chevaliers Commandeurs de l' Ordre Royal de Kalākaua pour services rendus à la monarchie. Trois jours après une tentative de promulgation de la constitution, la reine est renversée lors d'un coup d'État lors du renversement du royaume d'Hawaï en janvier 1893.
Sous le gouvernement provisoire et la république d'Hawaï, il reste fidèle à la monarchie déchue. Il est élu président de la Hui Aloha ʻĀina (Ligue patriotique hawaïenne), une organisation patriotique créée après le renversement pour s'opposer à l'annexion. Lui et sa femme Emma Nāwahī (elle aussi dirigeante politique) créent le journal anti-annexion Ke Aloha Aina.
En décembre 1894, Nāwahī est arrêté et emprisonné par la pour trahison. Il est acquitté et libéré, mais meurt le 14 septembre 1896 d'une tuberculose contractée pendant son incarcération. Ses funérailles à Honolulu et Hilo sont suivies par des partisans et amis ; même ses anciens ennemis et le gouvernement de la République reconnaissent son rôle en tant que patriote hawaïen.

## L'artiste hawaïen

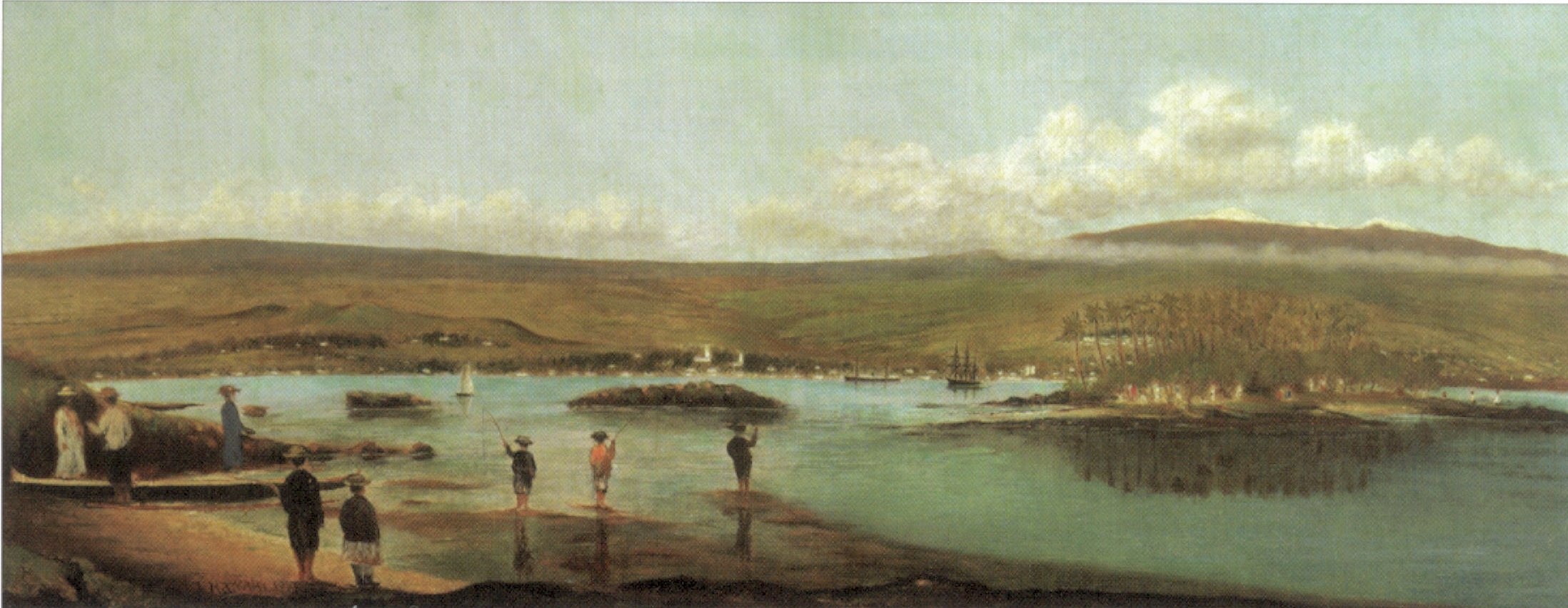
Vue de la baie de Hilo, peinture à l'huile 1888, écoles Kamehameha, Honolulu.

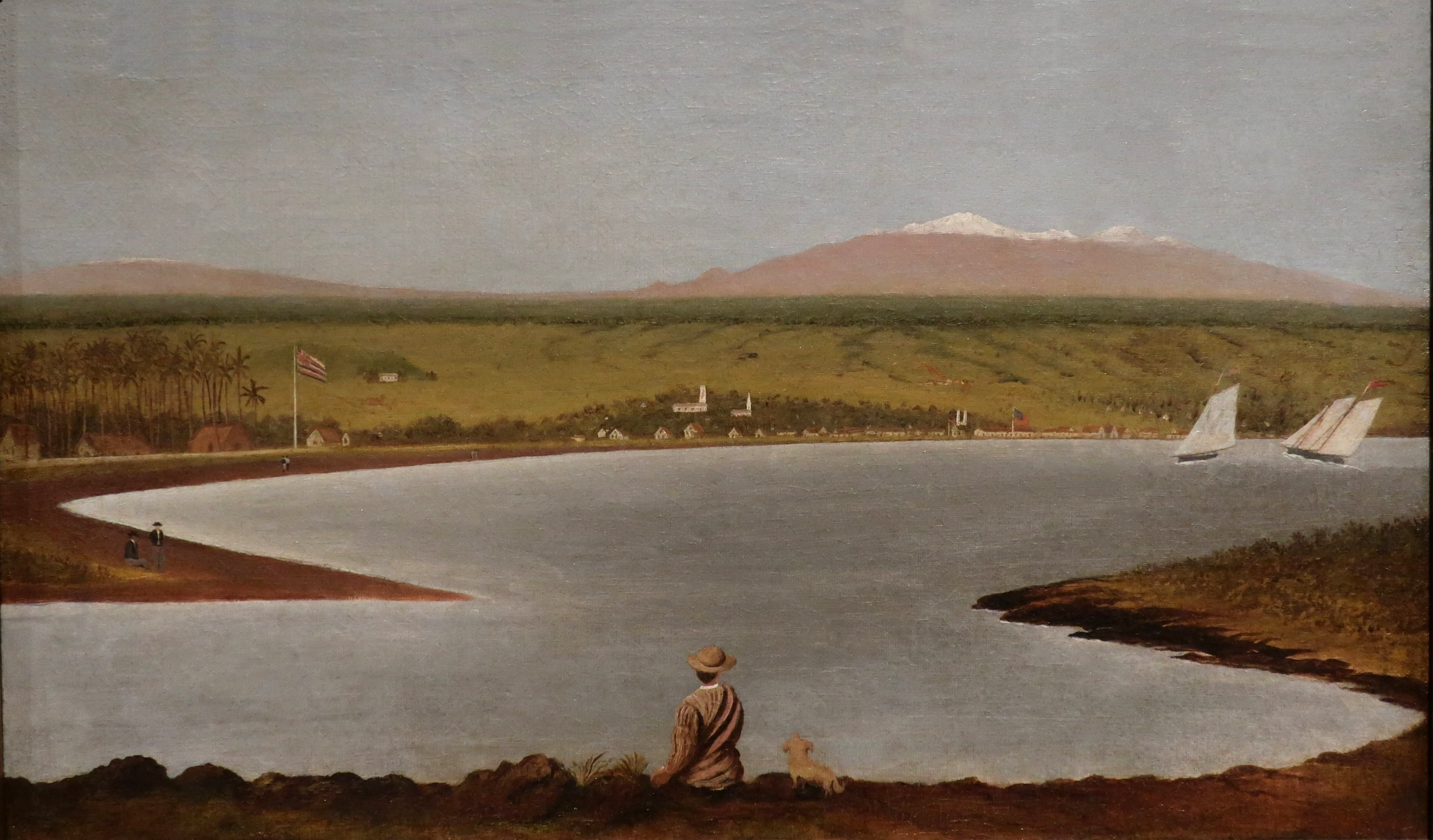
Hilo Bay, peinture à l'huile, vers 1868, Mission Houses Museum, Honolulu.

Il est un artiste autodidacte dont la formation artistique reste inconnue  Sa présence à Lahainaluna peut avoir influencé son intérêt précoce pour l'art. Lorrin Andrews, le premier directeur de Lahainaluna, avait enseigné les arts à plusieurs de ses étudiants hawaïens. Son style rejoignait celui de l'école des volcans de la fin du XIXe siècle. L'historien de l'art David Forbes note que Nāwahī a peut-être été influencé par l'artiste français Jules Tavernier, un fervent partisan du mouvement de la Volcano School à Hawaï,. Nāwahī est considéré comme l'un des premiers Hawaïens autochtones à peindre dans le style occidental.
Nāwahī est une figure clé dans la compréhension de l'histoire de la monarchie et de la souveraineté hawaïennes. Puakea Nogelmeier, professeur agrégé de langue hawaïenne à l'université d'Hawaï à Manoa, note que Nāwahī est admiré pour plusieurs raisons. « Il est beau, il est intelligent, il parle bien, il est bien éduqué », mais surtout, « son éthique personnelle était irréprochable. ». Aujourd'hui, une école hawaïenne d'éducation moyenne est nommée en son honneur à Keaʻau, dans le district de Puna sur l'île d'Hawaiʻi. Ke Kula ʻo Nāwahīokalaniʻōpuʻu éduque les élèves de la maternelle à la 12e année dans la langue hawaïenne. En 1999, cette école était l'une des deux qui a diplômé les premières classes de lycée entièrement éduquées en langue hawaïenne en un siècle. En 2008, un cratère de la planète Mercure est baptisé en son honneur : Nāwahī.

## Distinction
- Chevalier Commandeur de l'ordre royal de Kalākaua[8].